# 深尾吉英
深尾 吉英（ふかお よしひで、1949年7月1日 - ）は、日本の元男子バレーボール選手、元指導者。1972年ミュンヘンオリンピックバレーボール男子金メダリスト。

## 来歴
滋賀県彦根市出身。中学2年よりバレーボールを始める。滋賀県立彦根工業高等学校を経て、1968年にバレーボール実業団チームの東レ九鱗会に入団し、センタープレーヤーとして活躍した。東レ時代の晩年は、同コーチや監督も務めた。
一方国際大会では、1972年のミュンヘンオリンピック金メダル、世界選手権で1970年および1974年銅メダルを獲得した。

## 受賞歴
- 1971年度 - 第3回実業団リーグ 殊勲賞
- 1972年度 - 第4回実業団リーグ ブロック賞
- 1973年度 - 第5回実業団リーグ ブロック賞
- 1974年度 - 第6回実業団リーグ 敢闘賞